# Stanley R. Tupper

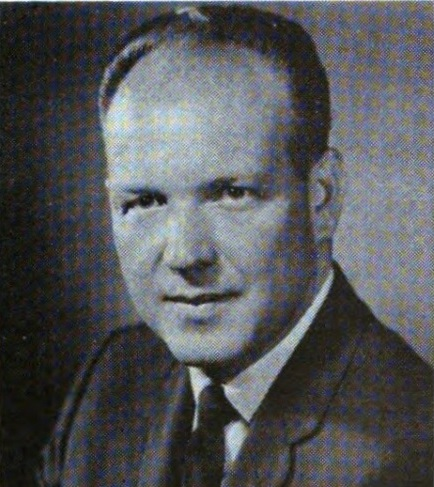
Stanley R. Tupper

Stanley Roger Tupper (* 25. Januar 1921 in Boothbay Harbor, Maine; † 6. Januar 2006 ebenda) war ein US-amerikanischer Politiker. Zwischen 1961 und 1967 vertrat er den Bundesstaat Maine im US-Repräsentantenhaus.

## Werdegang
Stanley Tupper besuchte die öffentlichen Schulen seiner Heimat einschließlich der Hebron Academy. Danach studierte er am Middlebury College in Vermont und an der La Salle Extension University in Chicago. Während des Zweiten Weltkrieges diente er von 1944 bis 1946 in der US-Marine. Nach einem Jurastudium und seiner im Jahr 1949 erfolgten Zulassung als Rechtsanwalt begann er in seinem neuen Beruf zu praktizieren.
Politisch war Tupper Mitglied der Republikanischen Partei. In den Jahren 1948 und 1949 saß er im Gemeinderat seiner Heimatstadt Boothbay Harbor; 1949 war er Vorsitzender dieses Gremiums. Zwischen 1953 und 1954 gehörte er als Abgeordneter dem Repräsentantenhaus von Maine an. Gleichzeitig war er zwischen 1953 und 1957 Fischereibeauftragter der Regierung seines Staates. Von 1959 bis 1960 amtierte Tupper als stellvertretender Attorney General von Maine.
1960 wurde Tupper im zweiten Wahlbezirk von Maine in das US-Repräsentantenhaus in Washington, D.C. gewählt. Dort trat er am 3. Januar 1961 die Nachfolge von Frank M. Coffin von der Demokratischen Partei an. In den Jahren 1962 und 1964 wurde er für den ersten Distrikt in das US-Repräsentantenhaus gewählt, in dem er Peter A. Garland ablöste. Damit konnte Tupper zwischen dem 3. Januar 1961 und dem 3. Januar 1967 insgesamt drei Legislaturperioden im Kongress absolvieren. Diese Zeit war von den Ereignissen um die Bürgerrechtsbewegung und dem Vietnamkrieg bestimmt. Im Jahr 1964 wurde vom Kongress der 24. Verfassungszusatz ratifiziert.
Im Jahr 1966 verzichtete Tupper auf eine weitere Kandidatur. 1967 war er amerikanischer Vertreter bei der Weltausstellung (Expo 67) in Montreal. Danach arbeitete er wieder als Rechtsanwalt. Zwischen 1975 und 1976 vertrat Tupper die US-Interessen in einer internationalen Kommission, die sich mit Fischereiproblemen im nordöstlichen Atlantik befasste. Anschließend zog er sich aus der Politik zurück. Stanley Tupper starb am 6. Januar 2006 in seinem Geburtsort Bootbay Harbor.